# Austrolebias varzeae
Austrolebias varzeae är en fiskart som beskrevs av Costa, Reis och Hans Hermann Behr 2004. Austrolebias varzeae ingår i släktet Austrolebias och familjen Rivulidae. Inga underarter finns listade.